# Isole Sula

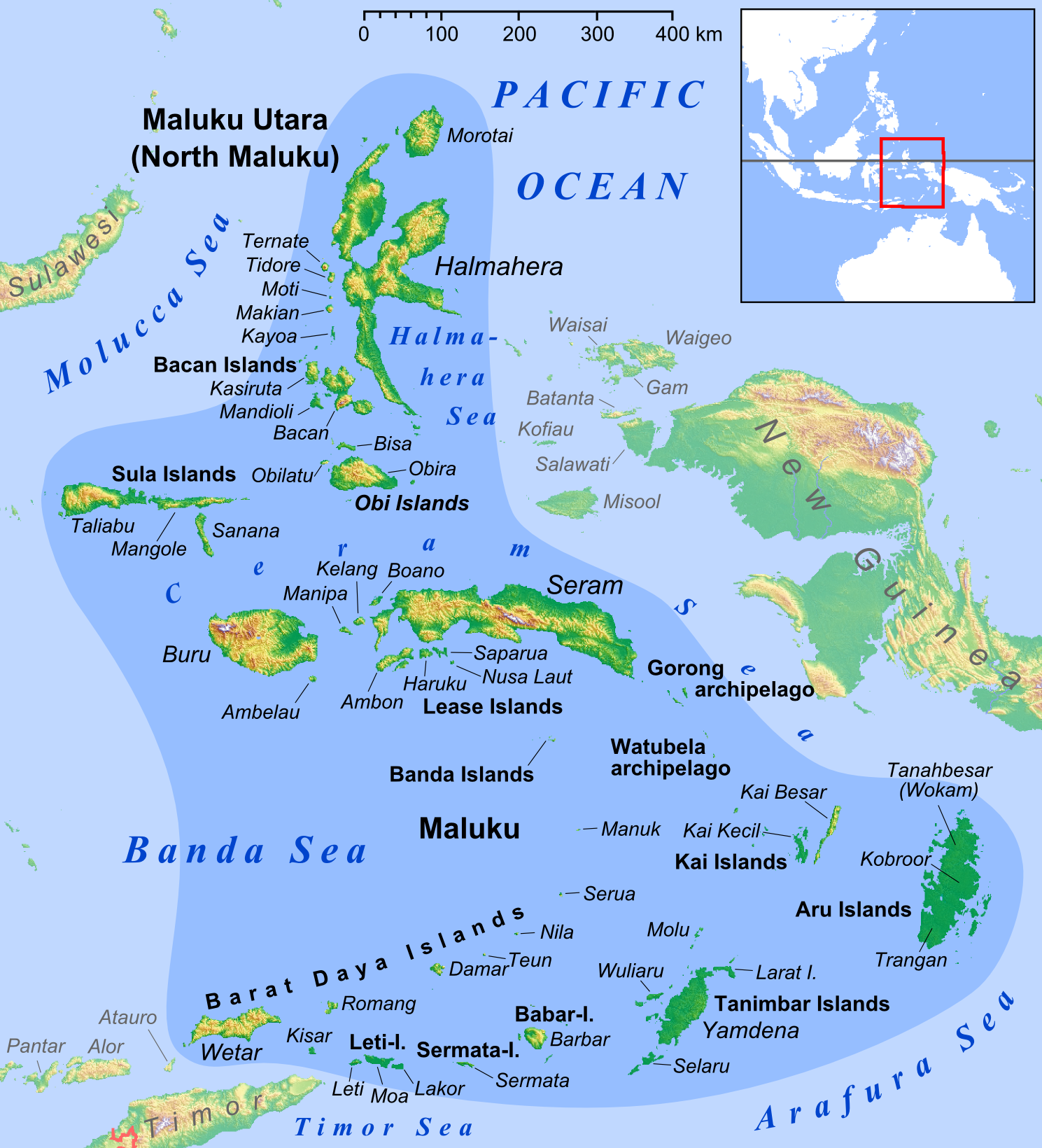
Le isole Sula nelle Isole Maluku

Le Isole Sula (in indonesiano: Kepulauan Sula) sono un gruppo di isole vicine nell'arcipelago delle Molucche, parte dell'Indonesia. Le sue maggiori tre isole sono Mangole, Sanae e Taliabu, a cui si aggiungono le piccole isole Lifamatola e Seho. Amministrativamente sono suddivise fra la Reggenza delle isole Sula e la quella dell'Isola di Taliabu. Hanno un'area complessiva di 9.632 km² e una popolazione di 108.015 abitanti (censimento del 2000).
Queste isole sono state autonome già da prima dell'indipendenza dell'Indonesia. Le Sula erano note come Isole Xulla, ed avevano i nomi di Xulla Taliabo (Taliabo); Sanana o Xulla Bessi (Sanae); e Xulla Mangola (Mangola).

## Suddivisioni
Inizialmente tutte le isole Sula erano inquadrate nella Reggenza delle isole Sula (Kabupaten Kepulauan Sula) nella provincia delle Molucche Settentrionali. Tuttavia a partire dal 2013 la più grande e più occidentale delle tre isole, Taliabu, fu separata dalla Reggenza delle Isole Sula per formare una reggenza separata, la Reggenza dell'isola di Taliabu (Kabupaten Pulau Taliabu).
A seguito della separazione anche i distretti (kecamatan) sono stati riorganizzati come indicato di seguito:
Reggenza delle isole Sula (12 distretti)
- Sulabesi Barat
- Sulabesi Selatan
- Sulabesi Tengah
- Sulabesi Timur
- Sanana
- Sanana Utara
- Mangoli Barat
- Mangoli Tengah
- Mangoli Selatan
- Mangoli Timur
- Mangoli Utara
- Mangoli Utara Timur

Reggenza dell'isola di Taliabu (8 distretti)
- Taliabu Barat
- Taliabu Barat Laut
- Taliabu Selatan
- Taliabu Timur
- Taliabu Timur Selatan
- Taliabu Utara
- Lede
- Tabona

## Storia
Gli olandesi costruirono un forte sul Sanana nel 1652. Alfred Russel Wallace ha visitato le isole durante una spedizione ornitologica nel 1862.

## L'economia
Secondo i dati del governo delle Isole Sula le colture alimentari sono gli ortaggi, le arachidi, manioca, patate dolci, durian, mangostano e mango. A partire dal 2005 la superficie del terreno agricolo attivo è stato 24743,56 ettari con una produzione pari a 33,608.62 tonnellate all'anno. Taliabu-Sanana è il distretto principale come produttore di chiodi di garofano, noce moscata, cacao, copra e noce di cocco. La produzione ittica è molto varia e con stima potenziale sostenibile di 40.273,91 tonnellate all'anno di cui solo il 22,8% è attualmente sfruttato.
L'attività industriale è molto limitata e le riserve di carbone sono stimate in circa 10,4 milioni di tonnellate.

## Fauna
- Babirusa (Babyrousa babyrussa)
- Strigocuscus pelengensis
- Rattus elaphinus
- Acerodon celebensis
- Cynopterus brachyotis
- Dobsonia viridis
- Macroglossus minimus
- Nyctimene cephalotes
- Pteropus caniceps
- Rousettus celebensis
- Thoopterus nigrescens
- Emballonura Alecto
- Hipposideros cervinus
- Miniopterus pusillus
- Megapodius Bernateinii (Gosong Sula)

Specie introdotte:
- Sus scrofa (Cinghiale)
- Rattus exulans (Ratto polinesiano)